# Березень 2001
Березень 2001 — третій місяць 2001 року, що розпочався в четвер 1 березня та закінчився в суботу 31 березня.

## Події
- У щорічному Спеціальному звіті 301 Офісу торгового представника США Україна потрапила до числа злісних порушників прав інтелектуальної власності.
- 8 березня — Міжнародний жіночий день
- 23 березня — утилізовано російську орбітальну станцію «Мир»